# Фиджино Серенца
Фиджѝно Серѐнца (на италиански: Figino Serenza; на ломбардски: Figin, Фиджин) е градче и община в Северна Италия, провинция Комо, регион Ломбардия. Разположено е на 329 m надморска височина. Населението на общината е 5190 души (към 2017 г.).